# Nautilocalyx biserrulatus
Nautilocalyx biserrulatus là một loài thực vật có hoa trong họ Tai voi. Loài này được Kriebel mô tả khoa học đầu tiên năm 2004.